# Earle Ross
Earle Ross (29 de marzo de 1888 – 21 de mayo de 1961) fue un actor radiofónico y cinematográfico de nacionalidad estadounidense.

## Biografía
Nacido en Chicago, Illinois, mientras estaba en la escuela se interesó en el arte dramático, siendo habitualmente escogido para interpretar a malvados o a personajes de edad, dadas las inusuales características de su voz. En 1908 trabajó con la Selig Polyscope Company rodando la cinta The Holy Cross. En 1912 se trasladó a la Costa Este y actuó en el circuito de Broadway en shows como Where the Trail Divides y Cost of Living. A partir de entonces montó una cadena propia de teatros, aunque se arruinó con la llegada de la Gran Depresión.
Ross fue un pionero radiofónico, y tuvo un programa propio, The Earle Ross Theater of the Air, además de participar en Inspector Post, un drama radiofónico. 
Además, en 1936 y 1937 actuó en filmes como Cavalry, Stormy Trails, y Riders of the Whistling Skull.
El papel por el que Ross fue más conocido fue el del Juez Horace Hooker en la serie radiofónica The Great Gildersleeve, actuando así mismo en The Billie Burke Show, Lux Radio Theater y The Mel Blanc Show.
Earle Ross falleció en North Hollywood, California, a causa de un cáncer, en 1961, a los 73 años de edad.